# Kamil Giżycki

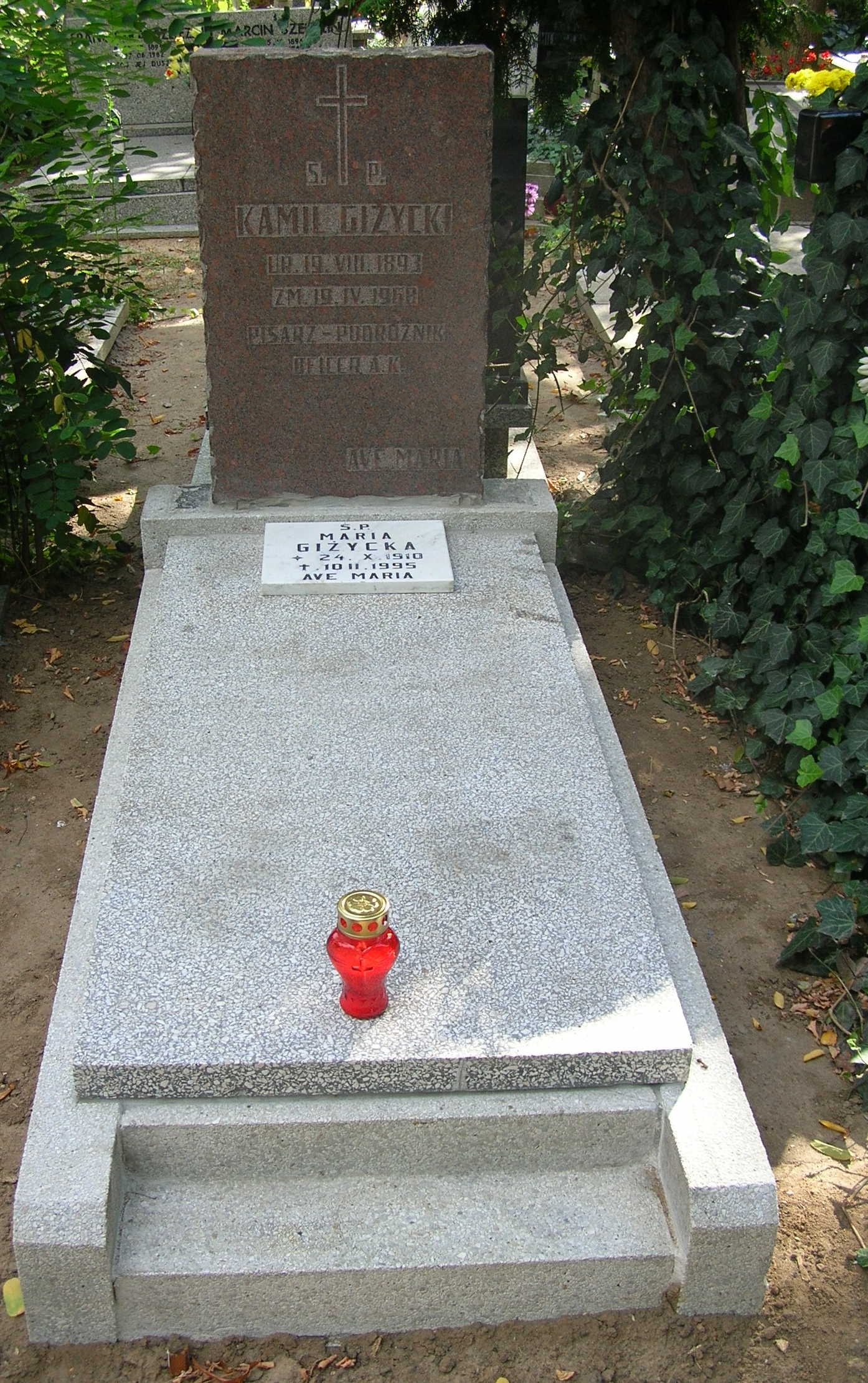
Grób Kamila Giżyckiego na cmentarzu pw. św. Wawrzyńca we Wrocławiu.

Kamil Giżycki (ur. 19 sierpnia 1893 w Grybowie, zm. 19 kwietnia 1968 we Wrocławiu) – polski pisarz i podróżnik.

## Życiorys
Ukończył renomowane jezuickie gimnazjum w Chyrowie, a następnie politechnikę w Monachium. W czasie I wojny światowej walczył w szeregach cesarskiej i królewskiej Armii. Ciężko ranny pod Częstochową dostał się do rosyjskiej niewoli i jako jeniec znalazł się na Syberii. Dzięki rodzinnym koneksjom uzyskał wolność, został dyrektorem fabryki narzędzi rolniczych, podróżował także po Syberii docierając aż do Ochocka. Po wybuchu rewolucji lutowej w 1917 wstąpił do korpusu czechosłowackiego i w jego szeregach walczył w trakcie ofensywy admirała Kołczaka z bolszewikami, posuwając się od Omska do Jekaterynburga. W styczniu 1919 wstąpił w Nowosybirsku do polskiej dywizji syberyjskiej jako podporucznik i dalej walczył przeciwko bolszewikom na Syberii, biorąc m.in. udział w bitwie pod stacją kolejową w mieście Tajga. Był zastępcą komendanta polskiego pociągu pancernego i służył w batalionie inżynieryjnym. Po okrążeniu dywizji w pobliżu Krasnojarska w styczniu 1920 wraz z grupą innych żołnierzy nie uznał kapitulacji i zbiegł poza kordon okrążenia.
Ukrywał się w Minusińsku w kraju krasnojarskim, gdzie znów krótko kierował fabryką narzędzi rolniczych. Aresztowany przez bolszewików spędził, torturowany, dwa miesiące w więzieniu. Po ucieczce ukrywał się w tajdze, a po dwóch miesiącach zorganizował oddział partyzancki i walczył jako jeden z głównych dowódców białych w Urianchaju. Głównym sukcesem tego okresu było zdobycie przez Giżyckiego i innych dowódców stolicy Tuwy Białocarska. Po klęsce oddziałów białych i złamaniu nogi w trakcie walk, na przełomie 1920/1921 zbiegł do północno-zachodniej Mongolii. Po powstaniu Białych przeciwko Chińczykom wczesną wiosną 1921 wstąpił w szeregi Białych i jako ich wysłannik wyjechał do Sinciangu w celu nawiązania współpracy z generałem Bakiczem i atamanem Annienkowem. Po powrocie do Mongolii wstąpił do armii barona Ungerna. Walczył w czasie nieudanej ofensywy ungerowców na Urianchaj, a potem kierował zorganizowaną przez siebie fabryką produkującą granaty, miny i gazy bojowe dla Ungerna. Jako dowódca oddziału chemicznego w połowie lipca wziął udział w ostatniej kampanii Ungerna atakującego rejon Wierchnieudińska w Rosji, a po załamaniu ataku oraz upadku Ungerna wraz z jego 2. brygadą przedarł się przez północną Gobi do Mandżurii, którą osiągnął we wrześniu 1921.
W Mandżurii został instruktorem wojskowym armii faktycznego władcy mandżurskiego, generała Zhang Zuolina, a potem pracował jako inżynier na Kolei Wschodniochińskiej. Odbył też krótką wyprawę na Sachalin i Kamczatkę, po czym latem 1922 wstąpił do armii białych generała Piepieliajewa, która miała wyruszyć na pomoc antybolszewickim powstańcom jakuckim w rejon Jakucka. Wkrótce podjął decyzję o powrocie do Polski nie wziąwszy udziału w marszu na Jakuck.
W 1923 wrócił do Polski, w okolice Lwowa, ale w 1926 wyjechał jako preparator zwierząt z wyprawą Ossendowskiego do zachodniej Afryki, gdzie zwiedzał m.in. Kamerun. Podobnie jak jego towarzysz podróży, Jerzy Giżycki, na bazie tej wyprawy napisał książkę podróżniczą, wydał też wtedy wspomnienia z walk w Mongolii i podróży do Polski. W 1934 kupił dużą plantację w Liberii, ale w 1939 wrócił do kraju, by uczestniczyć w jego obronie. Działał w Komendzie Głównej AK. Po wojnie mieszkał we Wrocławiu i utrzymywał się z pisania książek przygodowych dla młodzieży. W 1951 r. został współzałożycielem wrocławskiego oddziału Związku Literatów Polskich, a w 1955 r. otrzymał nagrodę literacką Wrocławia. W 1956 r. nagrodzony Złotym Krzyżem Zasługi.
Kamil Giżycki jest patronem ulicy na osiedlu Muchobór Wielki we Wrocławiu. Patronował nieistniejącej już dziś Szkole Podstawowej nr 14 we Wrocławiu, a także filii Biblioteki Publicznej przy pl. Piłsudskiego, położonej w pobliżu jego domu na wrocławskich Karłowicach.
W legendzie o zaginionym skarbie barona Ungerna, rozpropagowanej przez Michałowskiego, Giżyckiego wskazywano jako depozytariusza tajemnicy miejsca ukrycia skarbu.

## Książki Giżyckiego
- Polowania egzotyczne, 1927, Wyd. Zakł. Narodowy im. Ossolińskich, Lwów.
- Przez Urianchaj i Mongolię. Wspomnienia z lat 1920–1921 (1929 Dom Książki Polskiej, Lwów: Zakł. Narodowy im. Ossolińskich; 2007 i 2011 Wyd. LTW).
- Ze Wschodu na Zachód. Listy z podróży, 1930 „Księg. Polska” Tow. Polskiej Macierzy Szkolnej, Warszawa.
- Przez knieje i stepy, 1930, 1938, Księg. św. Wojciecha ,Poznań.
- Wielkie czyny szympansa Bajbuna Mądrego 1947 – Wyd. Polskie R. Wegner, Toruń: Toruńskie Zakłady Graficzne; 1960 Warszawa: „Nasza Księgarnia”; 2007 – Warszawa: Polityka. Spółdzielnia Pracy; także niemieckie wydanie: Die grossen Taten des Schimpansen Beybun Hofberater seiner Majestät des Königs Simba: Negermärchen. 1957, Berlin, A. Holz.
- Wężowa Góra, opowieści z puszczy liberyjskiej, 1958, 1975 Zakład Narodowy im. Ossolińskich.
- Na samotnym atolu, 1958 (także niemieckie wydanie Berlin, 1960, 1964, 1966 Das einsame Atoll A. Holz; 1962 Verlag Kultur und Fortschritt).
- Nil, rzeka wielkiej przygody, 1959, 1972, 1983 (Nasza Księgarnia, Warszawa).
- Listy z archipelagu Salomona „Ossolineum”, Wrocław; także rosyjskie wydanie(Pisma s Solomonovyh ostrovov, Nauka, Moscow, 1974) i łotewskie (Vēstules no Zālamana salām Riga: „Zinātne”, 1979).
- Hebanowa miłość, 1960 Zakład Narodowy im. Ossolińskich, Wrocław.
- Hevea płacze kauczukiem, Wydawnictwo Śląsk 1962
- Lwica Uanga 1969, 1980 (Nasza Księgarnia, Warszawa); także litewskie wydanie Liūtė Uanga: apsakymai (Vilnius, Vaga 1966).
- W pogoni za Mwe, 1966, 1973, 1983 (Nasza Księgarnia, Warszawa).
- W puszczach i sawannach Kamerunu, Nasza Księgarnia, 1966, 1970, 1975, 1986.